# Популярність

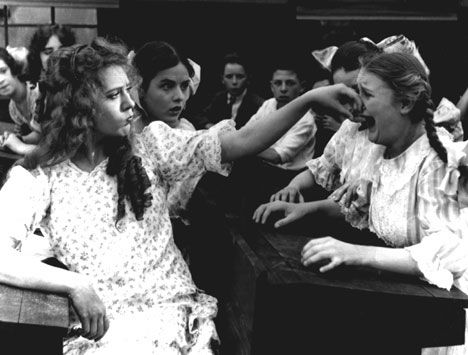
Кадр фільму «Ребека з ферми Саннібрук» (1917)

Популярність (від лат. populares, від populus — народ) — високий ступінь запитаності чогось або когось у певній галузі. На виникнення популярності в деяких випадках впливає мода, і навпаки.  Так само як і мода, популярність прив'язана до певного і, як правило, невеликого відрізка часу. Популярність найчастіше змішують з відомістю, хоча це не одне й те саме.

## Тлумачення
Походить найімовірніше від назви ідейно-політичної течії популярів — в пізній Римській республіці кінця II—I ст. до н. е., яке протистояло оптиматам і відображало інтереси плебсу, насамперед сільського.
В українській мові з'явилося з англійської. Своєю чергою, запозичення англійською мовою відбулося з латини в 1490 році. Popularity тоді значило «приналежне людям».